# Termitocalliphora
Termitocalliphora är ett släkte av tvåvingar. Termitocalliphora ingår i familjen spyflugor.
Kladogram enligt Catalogue of Life:
| Termitocalliphora | \| \| Termitocalliphora machadoi \| \| \| \| \| \| Termitocalliphora nana \| \| \| \| |
|                   | \| \| Termitocalliphora machadoi \| \| \| \| \| \| Termitocalliphora nana \| \| \| \| |
|                   | Termitocalliphora machadoi                                                            |
|                   |                                                                                       |
|                   | Termitocalliphora nana                                                                |
|                   |                                                                                       |